# Castelul Huszár din Apalina
Castelul Huszár din Apalina este un monument istoric aflat pe teritoriul localității componente Apalina, municipiului Reghin. În Repertoriul Arheologic Național, monumentul apare cu codul 114827.01.01. Castelul se află într-o stare de degradare avansată, la care s-a ajuns doar în perioada mai recentă, din vina indiferenței actualilor proprietari. 